# ناحیه دورنبیرن
ناحیه دورنبیرن (به آلمانی: Dornbirn District) یک ناحیه در اتریش است که در فورآرلبرگ واقع شده‌است. ناحیه دورنبیرن ۸۲٬۷۲۱ نفر جمعیت دارد.